# Motorola SLVR L7
Motorola SLVR L7 — мобильный телефон фирмы Motorola. Аппаратно представляет собой аналог V360 в классическом форм-факторе моноблока, оснащённый фотокамерой 640×480 пикселов. Год выпуска 2005. В 2006 году вышла специальная версия красного цвета Red Edition.
Позиционировался как "стильный телефон" с поддержкой iTunes (до 100 песен, как и в ROKR E1).

## Характеристики и особенности
Дисплей отображает до 262000 цветов и имеет разрешение 176х220 точек (30х38 мм). TFT матрица экрана произведена компанией Sharp. Телефон оснащен высококачественным основным динамиком. Задняя крышка выполнена из металла и является съемной, предоставляя доступ к аккумуляторной батарее и слоту SIM карты. Изначально, телефон поставлялся с прошивкой без поддержки технологии передачи данных EDGE, которая была добавлена в последующих версиях прошивок. Программное обеспечение позволяет помимо фотосъемки записывать короткие видеоролики. Имеется поддержка карт памяти Micro SD. Аппарат поддерживает JAVA приложения, также реализован WAP браузер. Предустановлено несколько игр и проигрыватель MP3. 
| Общие характеристики                        | Общие характеристики |
| ------------------------------------------- | --- |
| Диапазоны частот                            | GSM 850/900/1800/1900 (Quad-Band GSM) |
| Тип корпуса                                 | классический |
| Конструкция                                 | |
| Антенна                                     | встроенная |
| Вес                                         | 89 г. |
| Размеры                                     | 114x49x11,5 мм |
| Звонки                                      | |
| Тип мелодий                                 | MP3, MIDI, AMR, M4A, WAV, AAC, AAC+, MP4 |
| Число стандартных мелодий                   | 32 |
| Виброзвонок                                 | есть |
| Редактор мелодий                            | есть |
| Связь                                       | |
| Интерфейсы                                  | miniUSB, Bluetooth (v1.2) |
| Доступ в интернет                           | WAP 2.0, GPRS class 10, EDGE (для телефонов выпускаемых с 2006 г.) POP/SMTP-клиент |
| Модем                                       | есть |
| Синхронизация с компьютером                 | есть |
| Сообщения                                   | |
| Дополнительные функции SMS                  | |
| MMS                                         | есть |
| EMS                                         | есть |
| Другие функции                              | |
| Управление                                  | голосовой набор |
| Режимы кодирования звука HR, FR, EFR        | есть |
| Экран                                       | |
| Тип экрана                                  | |
| Размер изображения                          | число строк — 8, 176x220 пикс. (TFT-матрица производства Sharp) |
| Мультимедийные возможности                  | |
| Встроенная фотокамера                       | 640x480, 0,3 Мп |
| Запись видеороликов                         | есть, (поддерживаемые разрешения: Low(128x96) и High(176x144)) |
| Аудио                                       | MP3-проигрыватель |
| Диктофон                                    | Нет |
| Игры                                        | есть |
| Java-приложения                             | есть |
| Возможности Java                            | MIDP 2.0, CLDC 1.1, поддержка JSR 118 (MIDP 2.0), JSR 120 (WMA 1.1), JSR 135 — Audio Playback, JSR 135 — Still Image Capture, JSR 135 — Video Playback, JSR 139 (CLDC 1.1), JSR 185 (Java Technology for the Wireless industry), JSR 205 (Wireless Messaging API), JSR 82 (Bluetooth), возможность запуска корелетов (corelet) |
| Объём встроенной памяти                     | |
| Доступная встроенная память                 | 11Мб (пользователю доступно 6,5Мб) |
| Тип карты памяти                            | microSD (TransFlash), поддерживаются карты памяти объёмом до 1Гб |
| Питание                                     | |
| Тип аккумулятора                            | Li-Ion |
| Ёмкость аккумулятора                        | 820 мАч |
| Время разговора                             | 4:10 ч: мин |
| Время ожидания                              | 310:00 ч: мин |
| Зарядка аккумулятора через USB              | да |
| Записная книжка и органайзер                | |
| Записная книжка в аппарате                  | 1000 номеров |
| Поиск по книжке                             | есть |
| Обмен между SIM-картой и внутренней памятью | есть |
| Органайзер                                  | будильник, калькулятор, планировщик задач |
| Прочее                                      | |
| Корпус                                      | Выполнен комбинированным, боковые стороны пластиковые, представляют цельную отливку, усиленную стальным шасси, передняя панель пластиковая, задняя крышка алюминиевая. Клавиатура изготовлена из металлического листа, покрытого полимером, цифры рельефные.                                                                   |